# Hello,world!/コロニー
『Hello,world!/コロニー』（ハローワールド!/コロニー）は、BUMP OF CHICKENの24枚目のシングル。2015年4月22日にトイズファクトリーから発売された。

## 概要
「パレード」以来約5ヶ月ぶり、またCDシングルとしては「firefly」以来約2年7ヶ月ぶりのリリースとなる。通算5枚目の両A面シングル。
「コロニー」のスタジオライブ映像が収録された初回限定盤（曲順が入れ替えられ『コロニー/Hello,world!』となる）、「Hello,world!」のスタジオライブ映像が収録された期間限定盤（2015年4月～6月の限定生産）および通常盤の3種類の形態で発売された。期間限定盤はBUMP OF CHICKENのCD商品として初めてのデジパック仕様となっており、『血界戦線』のイラストを使用した16Pのブックレットがセットされている。
また、初回限定盤と期間限定盤、通常盤の初回生産分には、本作のリリース記念ライブのチケット購入応募券が封入されている。
本シングル以降、配信限定シングルのリリースが中心となっていたため、『話がしたいよ/シリウス/Spica』がリリースされるまで、約3年半の間、CDシングルがリリースされなかった。

## 収録曲
- 全曲作詞・作曲：藤原基央　編曲：BUMP OF CHICKEN

1. Hello,world! (4:15)
テレビアニメ『血界戦線』のオープニングテーマとして書き下ろされた。アニメ放送開始に合わせオープニングサイズが2015年4月5日より配信限定でリリースされ（シングルテイクとは別バージョン）、さらにフルバージョンも4月29日に配信リリースされた。BPMは211でBUMP OF CHICKENのシングルの中では最速級である。MVは東市篤憲と番場秀一による共作となっている[1]。
2. コロニー (5:14)
映画『寄生獣 完結編』の主題歌として書き下ろされた。ピアノをメインとしたバラードである。2014年3月に藤原が肺気胸を起こし入院した際の実体験が歌詞の一部となっている[2]。MVは前作「パレード」に引き続き山崎貴と八木竜一による共作。

隠しトラックは、初回限定盤のDVD・期間限定盤のDVDにそれぞれショートムービーが、通常盤のCDに「オマール」（作詞・作曲：BUMP OF CHICKEN）が収録されている。初回限定盤・期間限定盤のCDには収録されておらず、BUMP OF CHICKENのシングルのCD面に隠しトラックが収録されないのは「Smile」以来2例目となった。

## チャート成績
4月21日付のオリコンデイリーランキングでは78558枚を売り上げて2位にランクイン。翌22日付では1位に浮上し、2日間で10万枚を突破した。5月4日付のオリコン週間ランキングでは初動150,417枚を売り上げて初登場2位にランクインした。前作「firefly」の初動7.9万枚を約7.1万枚も上回る大ヒットとなった。今作で22作連続TOP5入りを記録。
累計枚数は20.9万枚で、シングルでは3年半ぶりに20万枚を突破した。
サウンドスキャンの週間ランキングでも1位を獲得した。さらにビルボードにおいてもHOT 100・Hot Singles Sales・Hot Animationの三部門全てで1位を獲得した。

## カバー
- Leo/need［星乃一歌（野口瑠璃子）、天馬咲希（礒部花凜）、望月穂波(上田麗奈)、日野森志歩（中島由貴）］ × 初音ミク - 2021年10月13日にゲーム『プロジェクトセカイ カラフルステージ! feat. 初音ミク』に特別追加収録[6]。また、同日に2DMVが公開[7]。